# マックスバリュ中部
マックスバリュ中部株式会社（マックスバリュちゅうぶ、Maxvalu Chubu Co., Ltd.）は、かつて東海3県および、滋賀県に展開していたイオングループのスーパーマーケットである。本社は愛知県名古屋市。三重県最大のスーパーマーケットチェーンであった。
2019年（令和元年）9月1日にマックスバリュ東海株式会社との合併に伴い解散。

## 概要
1947年（昭和22年）に三重県松阪市で開業した個人事業の青果店「八百久」（やおきゅう）と、1958年（昭和33年）に三重県津市で創業したスーパーマーケット「主婦の店」、および1961年（昭和36年）に創業した「八百為商店」（やおためしょうてん）を源流とする。各社の法人化・営業譲渡・改名を経て、1999年（平成11年）に八百久改め「フレックス」・主婦の店改め「アコレ」・八百為商店改め「中部ウエルマート」（ちゅうぶウエルマート）の3社が合併し「フレックスアコレ」となった後、2002年（平成14年）にそれまでも営業上の繋がりのあったイオンによる株式公開買い付け（TOB）によってイオングループ入りし、中部地域におけるマックスバリュ運営企業となった。
2006年には、協同組合ナフコチェーンの有力な一社であったものの経営難に陥っていた「ナフコはせ川」を買収し「マックスバリュ名古屋」とした後に2007年に吸収合併、愛知県の名古屋市および周辺に展開していた同社の店舗を引き継いでいる。2013年3月1日にイオンリテールから愛知県・岐阜県内の「マックスバリュ」を継承して発足した「マックスバリュ中京」を吸収合併した。
この様な複雑な経緯を辿っている為、イオングループ他社では見られない独自の店舗ブランドや顧客サービスを展開しているのが特徴でもある。
イオンの前身である岡田屋は三重県四日市市で創業しているが、岡田屋と合併前の各社の間に直接的な繋がりは無い。また、2008年9月から関東地区で展開している小型ディスカウントストア業態である「アコレ」や2015年3月にイオンリテールから同事業を継承したアコレ株式会社（現・株式会社ビッグ・エー）も当社の前身店舗ブランドや前身企業名である「アコレ」の名称が一致しているだけで関係は無い。

## 沿革

### 八百久→フレックス
- 1947年（昭和22年）2月 - 中西久雄が松阪市船江町に青果店「八百久」を開業。
- 1959年（昭和34年）2月 - 法人化し、「有限会社八百久食料品店」（やおきゅうしょくりょうひんてん）を設立。
- 1967年（昭和42年）5月 - 「有限会社八百久食料品店」を「有限会社八百久フードセンター」（やおきゅうフードセンター）に商号変更。
- 1973年（昭和48年）8月 - 有限会社八百久フードセンターから営業権の譲渡を受け、「株式会社八百久」を設立。
- 1979年（昭和54年）9月 - スポーツ・レジャー・文化事業を展開する「株式会社サンパーク」を設立。
- 1983年（昭和58年）2月 - 「株式会社八百久」の社名を「フレックス株式会社」に商号変更。
- 1987年（昭和62年）11月 - 名古屋証券取引所第2部に上場。
- 1990年（平成2年）1月 - 自動車ディーラー「株式会社ユーノスロードフレックス」（後にフレックスオートライフ株式会社に社名変更）を設立。
- 1999年（平成11年）9月 - フレックスオートライフを解散。

### 主婦の店→アコレ
- 1958年（昭和33年）6月 - 「株式会社主婦の店（津）」を設立し、津市丸之内にてスーパーマーケットを開業。
- 1962年（昭和37年）6月 - 「株式会社白子主婦の店」を設立し、鈴鹿市白子にスーパーマーケットを開業。
- 1971年（昭和46年）7月 - 「株式会社白子主婦の店」を「株式会社主婦の店」に商号変更。
- 1981年（昭和56年）6月 - 「株式会社主婦の店」の営業権を株式会社鈴鹿マートに譲渡し、「株式会社主婦の店サンフーズ」に商号変更。
- 1991年（平成3年）3月 - 「株式会社主婦の店サンフーズ」を「サンフーズ株式会社」に商号変更。
- 1993年（平成5年）12月 - 「サンフーズ株式会社」と「株式会社主婦の店（津）」が合併し、「株式会社アコレ」に商号変更。
- 1995年（平成7年）10月 - アコレが滋賀県1号店「バリューセンター甲南店」を開店。

### 八百為商店→中部ウエルマート
- 1961年（昭和36年）7月 - 「有限会社八百為商店」を設立。
- 1985年（昭和60年）8月 - 株式会社に組織変更しジャスコから役員が投入され実質ジャスコ系列となり、「サンマート株式会社」に商号変更。
  - 店舗 - 津市城山店（本部併設）、結城店、白山店（旧一志郡白山町） 、嬉野ヤック店（旧一志郡嬉野町）
  - 新規店舗 - 亀山店、四日市富田店、阿倉川店、泊店
- 1990年（平成2年）5月 - 「サンマート株式会社」を「三重ウエルマート株式会社」（みえウエルマート）に商号変更。三重県北部のジョイマートを吸収合併。
- 1993年（平成5年）5月 - 「三重ウエルマート株式会社」を「中部ウエルマート株式会社」に商号変更。

### 三社合併以降
- 1999年（平成11年）10月 - フレックス株式会社が株式会社アコレ及び中部ウエルマート株式会社と合併[4]し、フレックスアコレ株式会社に商号変更。
- 2000年（平成12年）
  - 3月 - ジャスコ株式会社より「マックスバリュ芸濃店」の営業権を譲受。連結子会社の百合ヶ丘開発株式会社を解散。
  - 8月 - 「バリューセンターユーズ店」を「マックスバリュユーズ店」に屋号変更（2011年（平成23年）3月に「ザ・ビッグ エクスプレス鈴鹿ユーズ店」に業態転換）。
  - 10月 - マックスバリュ中部株式会社に商号変更し、既存店（69店舗）の約半数（35店舗）を「マックスバリュ」に屋号変更[5]。
- 2001年（平成13年）
  - 3月 - 環境マネジメント国際規格「ISO14001」を取得 。
  - 4月 - 既存店のうち5店舗を「マックスバリュ」に屋号変更[6]。
  - 5月 - 品質マネジメント国際規格「ISO9001」を取得。
  - 7月 - ホームセンター「ホームクラブ一志店」を閉店。ホームセンター事業から撤退。
  - 8月 - イオン株式会社より会社分割（吸収分割）方式で「マックスバリュ四日市店」と「マックスバリュ菰野店」の営業権を承継（「マックスバリュ菰野店」は2013年（平成25年）2月末をもって閉店しザ・ビッグに転換[注 2]。「マックスバリュ四日市店」はショッピングセンター建て替えのため2018年2月末で閉店）し、当該資産分の対価として新株1,892,000株を割り当てた[7]。
- 2002年（平成14年）
  - 1月 - 家電量販店「ジョーシン・フレックス松阪店」を閉店。家電量販事業から撤退。
  - 2月 - 連結子会社のエフアール興産株式会社を吸収合併[8]。
  - 4月 - 全小型店舗を「ミセススマート」に屋号変更[9]。
- 2003年（平成15年）
  - 5月 - 当社の株式をイオン株式会社が公開買付けにより取得。イオン株式会社の連結子会社となる。
  - 10月 - 酒専門店「ドラッズ亀山店」を閉店。酒類量販事業から撤退。
  - 11月 - 愛知県1号店「マックスバリュ篠原橋東店」を開店。
- 2005年（平成17年）1月 - 連結子会社の株式会社サンパークを解散。スポーツ・レジャー・文化事業から撤退。
- 2006年（平成18年）
  - 5月 - 株式会社ナフコはせ川を100%子会社化。ナフコはせ川が債務超過であったことから、買収額は1円となった[10]。
  - 7月 - 買収により子会社となった株式会社ナフコはせ川を「マックスバリュ名古屋株式会社」に商号変更し、全店舗を「マックスバリュ」に屋号変更。
  - 12月 - 岐阜県1号店「マックスバリュ笠松店」を開店（同店は2010年（平成22年）7月末をもって閉店）。
- 2007年（平成19年）10月1日 - 子会社のマックスバリュ名古屋株式会社を吸収合併[11]。
- 2009年（平成21年）
  - 1月 - 朝日株式会社が運営するスーパーマーケット2店舗の譲受契約を締結。
  - 2月 - 朝日株式会社より「フレッシュマート松阪店」と「フレッシュマート阿児店」を譲受。店名を「バリューセンター松阪高町店」、「マックスバリュ鵜方店」に改めリニューアルオープン（「バリューセンター松阪高町店」は2014年（平成26年）3月に「ザ・ビッグ エクスプレス松阪高町店」に屋号変更）。
  - 12月 - 「マックスバリュ」「バリューセンター」「ミセススマート」全店で電子マネー・WAONを導入。
- 2010年（平成22年）
  - 4月 - 行政が発行する子育て応援カードやクーポンを提示すると5%割引になる「ナイスデー」を開始（毎月7日開催）。
  - 8月 - 「バリューセンター荒子店」を改装し、当社初の食品ディスカウントストア店舗として「ザ・ビッグ エクスプレス荒子店」をオープン。
- 2011年（平成23年）5月 - 現行店舗で利用可能だった当社並びに旧法人名義の商品券の利用停止。
- 2012年（平成24年）10月1日 - 「マックスバリュポイントカード」の新規受付を終了。
- 2013年（平成25年）
  - 3月1日 - マックスバリュ中京株式会社を吸収合併し、同社が運営していた店舗を継承。これにより、岐阜県内での営業エリアが当社に統一された。
  - 3月28日 - 「マックスバリュ上野小田ショッピングセンター」の核店舗として移転リニューアルした「マックスバリュ上野小田店」（三重県伊賀市）のオープンで100店舗を達成。
  - 3月31日 - 「マックスバリュポイントカード」（旧法人名義発行のフレックスアコレモアカード、マイフレックスカード、アコレモアカードを含む）のサービスを終了。
  - 5月20日 - 「イオングループ中国本社」の中枢企業である永旺（中国）投資有限公司（イオンチャイナ）との合弁により、江蘇省蘇州市に永旺美思佰楽（江蘇）商業有限公司（イオンマックスバリュ江蘇）を設立。
  - 5月22日 - 本社を三重県松阪市から愛知県名古屋市に移転。
  - 12月26日 - イオンマックスバリュ江蘇で進めていた中国第1号となる店舗「マックスバリュ楽園店」が開店。
- 2014年（平成26年）
  - 4月1日 - 同じイオングループのイオンマーケット株式会社から愛知県内の「ピーコックストア」（旧屋号：松坂屋ストア）6店舗を譲り受ける。譲り受けた店舗は改装を行い、同年4月4日に「マックスバリュ」に屋号変更して一斉オープン[12]。
  - 6月3日 - 膳所店の改装リニューアルに伴い、運営を光洋から継承。これにより、滋賀県内での営業エリアが当社に統一された[13]。
  - 7月27日 - バリューセンター藤が丘店の閉店に伴い「バリューセンター」の屋号が再び消滅し、当社が運営するフードディスカウントストアの屋号が「ザ・ビッグ エクスプレス」に統一される。
- 2016年（平成28年）6月4日 - 「マックスバリュ甲南店」を改装し、食品ディスカウント店舗として「ザ・ビッグ エクスプレス甲南店」をオープン（当社運営店舗における「ザ・ビッグ エクスプレス」の滋賀県1号店となる）[14]。
- 2018年（平成30年）7月28日 - 「ザ・ビッグ エクスプレス楠店」をオープン（当社運営店舗における「ザ・ビッグ エクスプレス」では初の新規店舗）[15]。
- 2019年（令和元年）
  - 6月1日 - ザ・ビッグ エクスプレスのうち、同年5月30日をもって閉店した向島店を除く13店舗を会社分割（簡易分割）によりイオンビッグ株式会社へ継承[16]。
  - 8月29日 - 名古屋証券取引所第2部上場廃止[17]。
  - 9月1日 - マックスバリュ東海株式会社へ吸収合併され、解散[18]。

## イオングループ標準との相違点
テレビCMソングとして、また当社運営のマックスバリュとミセススマートの店内BGMとして、当社オリジナルのテーマソング（イギリス童謡である「ピクニック」の替え歌）が流れていた。後にCMソングや店内BGMは何度か変更されている。
当社以外が運営する国内のマックスバリュ運営会社各社にて、テレビCMソングや店内BGMとして流れているマックスバリュのテーマソングは当社運営店舗では流していなかった（テレビCMのサウンドロゴとしては使用されていた。）。
イオングループで謳っている「お客さまへ5つのお約束」は当社では謳っていない為、「ご満足いただけない場合はいつでもお取替えご返金」など、応じてもらえないことがあった。

## 店舗屋号
現存する店舗は全てマックスバリュ東海へ引き継がれ運営している。
マックスバリュ
- イオングループが国内及び海外で展開する、食品中心のスーパーマーケット（SM）、並びにスーパー・スーパーマーケット（SSM）。
- 当社は愛知県、岐阜県、三重県、滋賀県の4県に展開している。これまでは三重県を除いて他の運営会社と営業エリアが重なっていたが、マックスバリュ中京との合併により、岐阜県は当社運営に統一。愛知県はマックスバリュ中京（旧・イオンリテール運営店舗を承継）やマックスバリュ東海と競合する状態が続いていたが[注 4]、マックスバリュ中京と合併したことで愛知県東部を除く愛知県内の店舗は当社の店舗に統一された。さらに、滋賀県も改装のタイミングで光洋から膳所店の運営を継承したことで滋賀県も当社運営に統一された。マックスバリュ東海との合併により愛知県全域で運営企業が統一された。
- 電子マネー・WAONへのチャージ機能を備えたイオン銀行ATMが設置されている店舗が多いが、東京スター銀行の店舗外ATM（小型機種）が設置されている店舗もある。
- 店舗により 「フレックス」「アコレ」「バリューセンター」「ウエルマート」からの業態転換店舗、「ナフコ」から業態転換後にマックスバリュ名古屋から継承した店舗、マックスバリュ中京から継承した店舗、「ピーコックストア（旧松坂屋ストア）」から業態転換後にイオンマーケットから継承した店舗が存在する。旧マックスバリュ名古屋運営店舗は「ナフコ」と表示されていた上に「マックスバリュ」の看板やシールを被せただけの簡易的な修繕が目立つ店舗が多い。事業承継に伴い、ナフコはせ川当時に可能であったナフコ商品券での精算や、ピーコックストア当時に可能であった大丸・松坂屋の商品券や全国百貨店共通商品券の利用は不可能となり、ピーコックストア店舗については、マックスバリュ中部に承継されていない店舗についても、2013年9月1日より不可能となった。

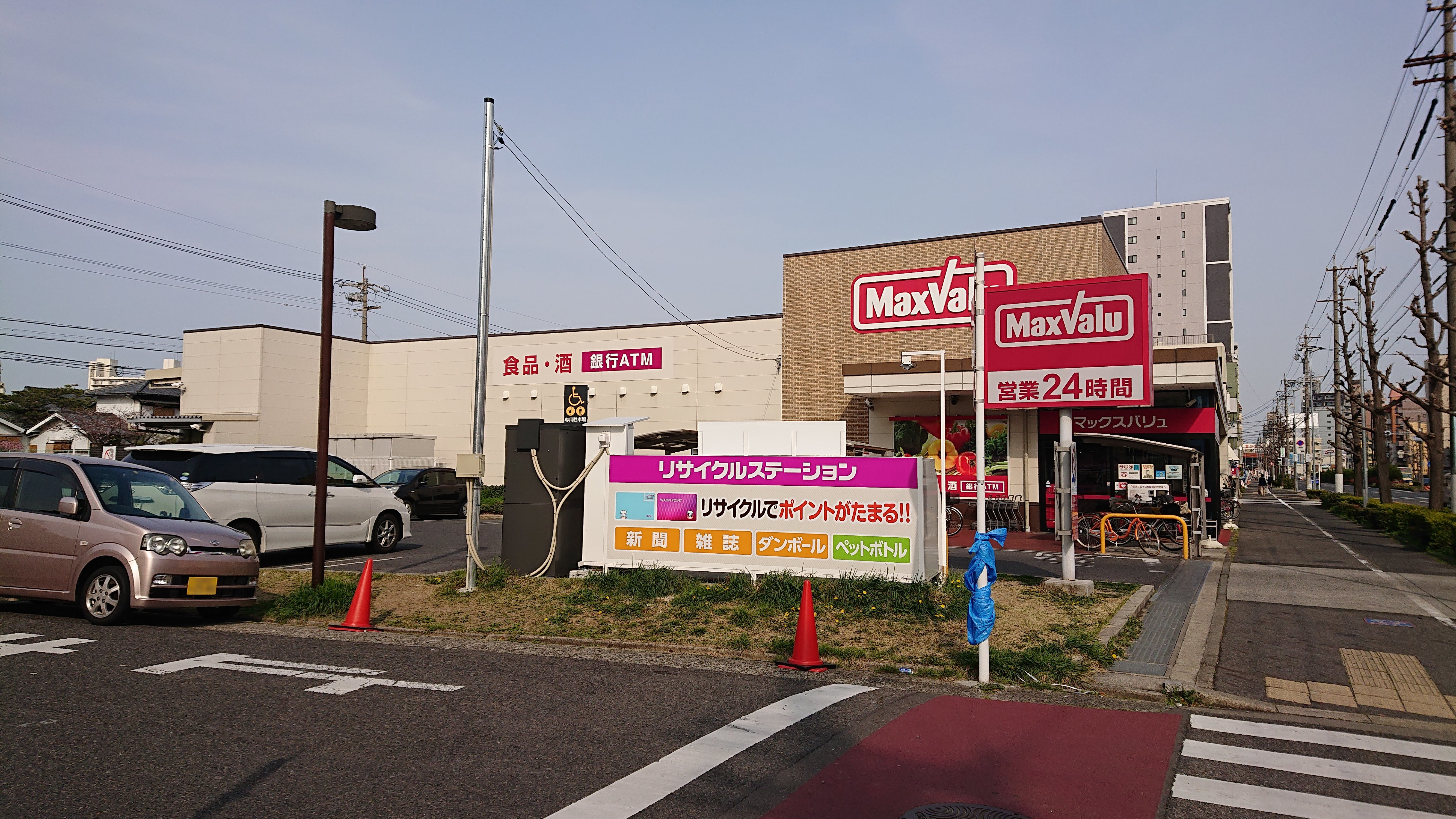
マックスバリュ若葉通店 ※マックスバリュ中部当時に新規開店
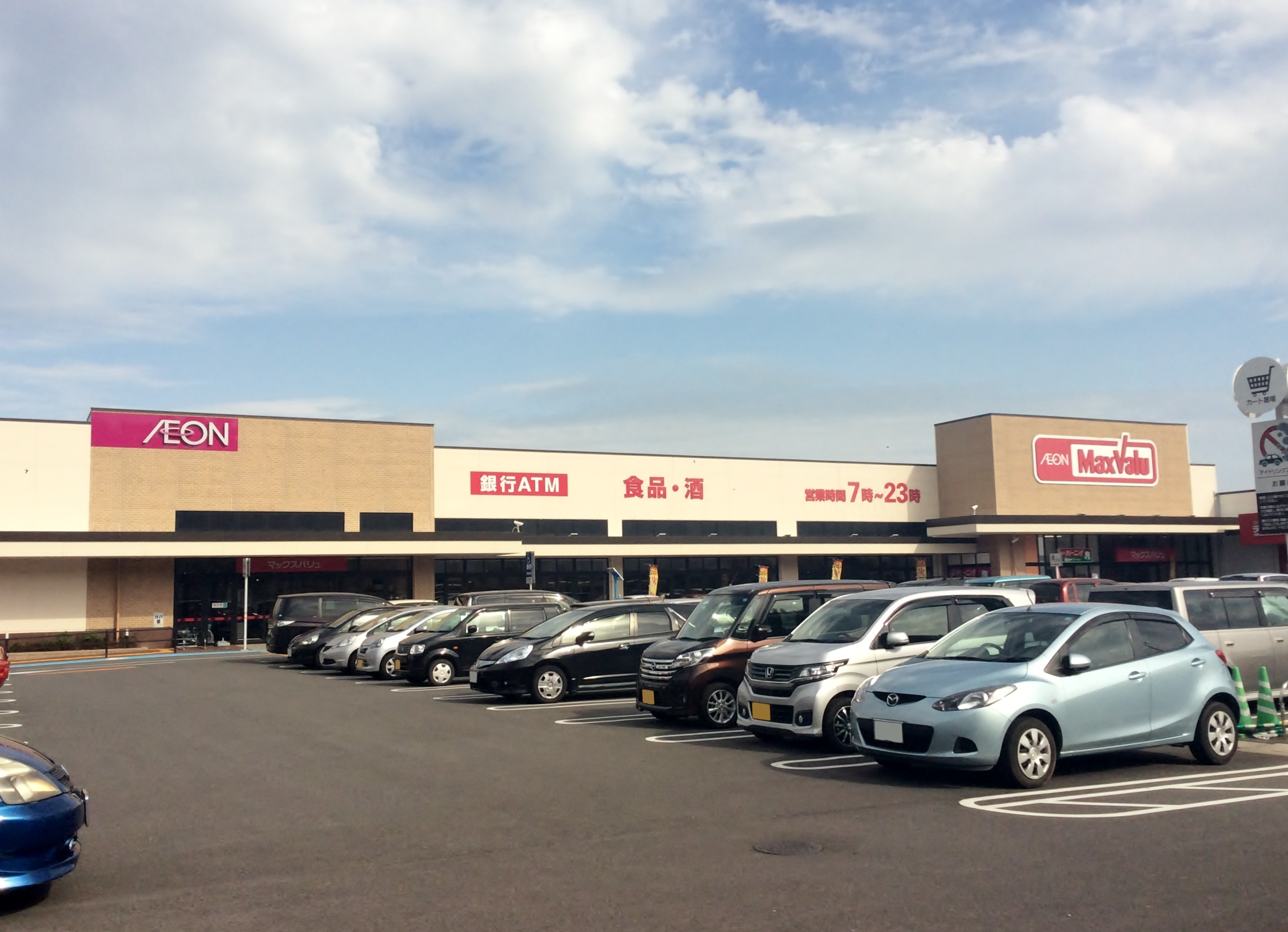
マックスバリュ桑名新西方店 ※マックスバリュ中部当時に新規開店
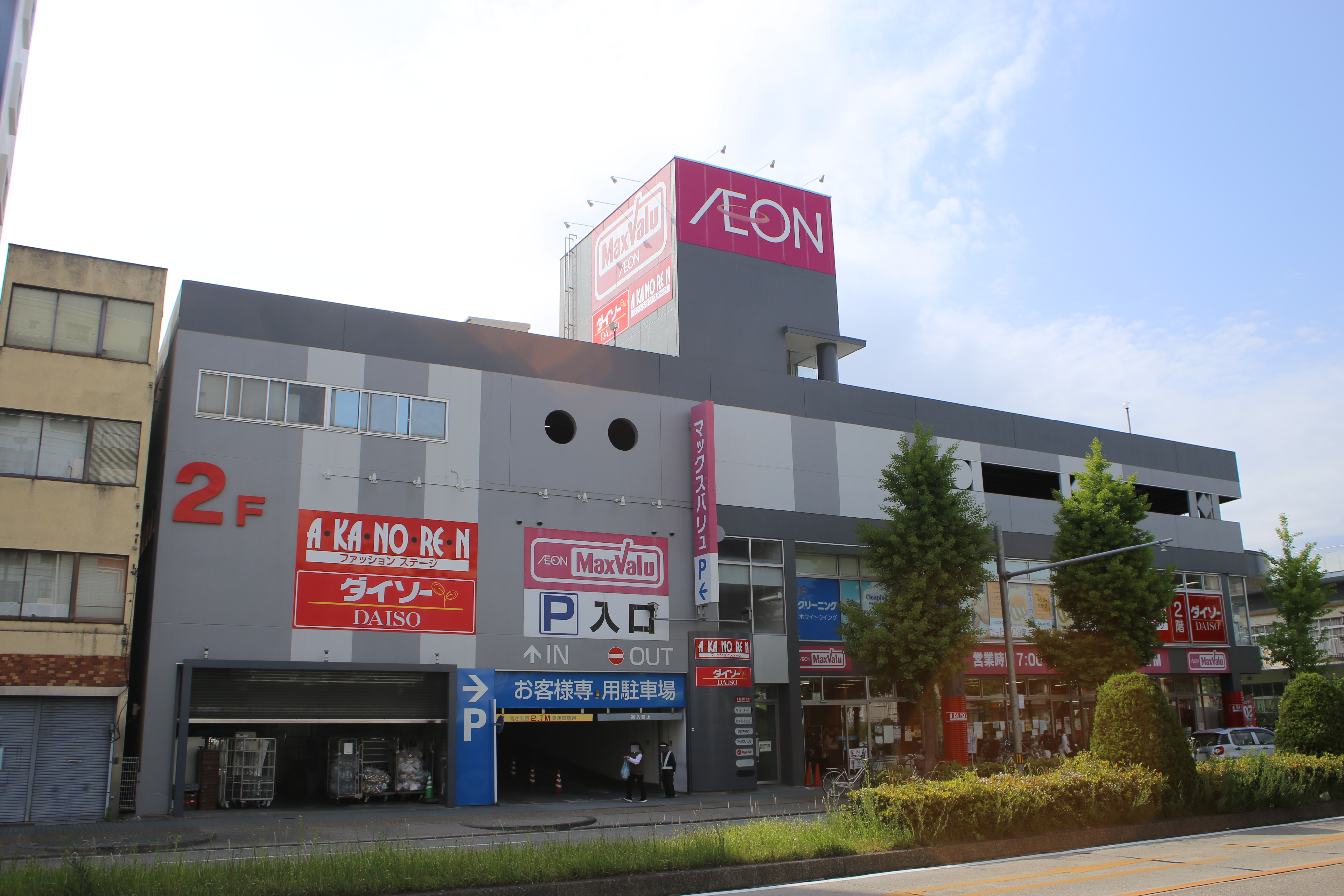
マックスバリュ今池店 ※マックスバリュ名古屋からの承継店
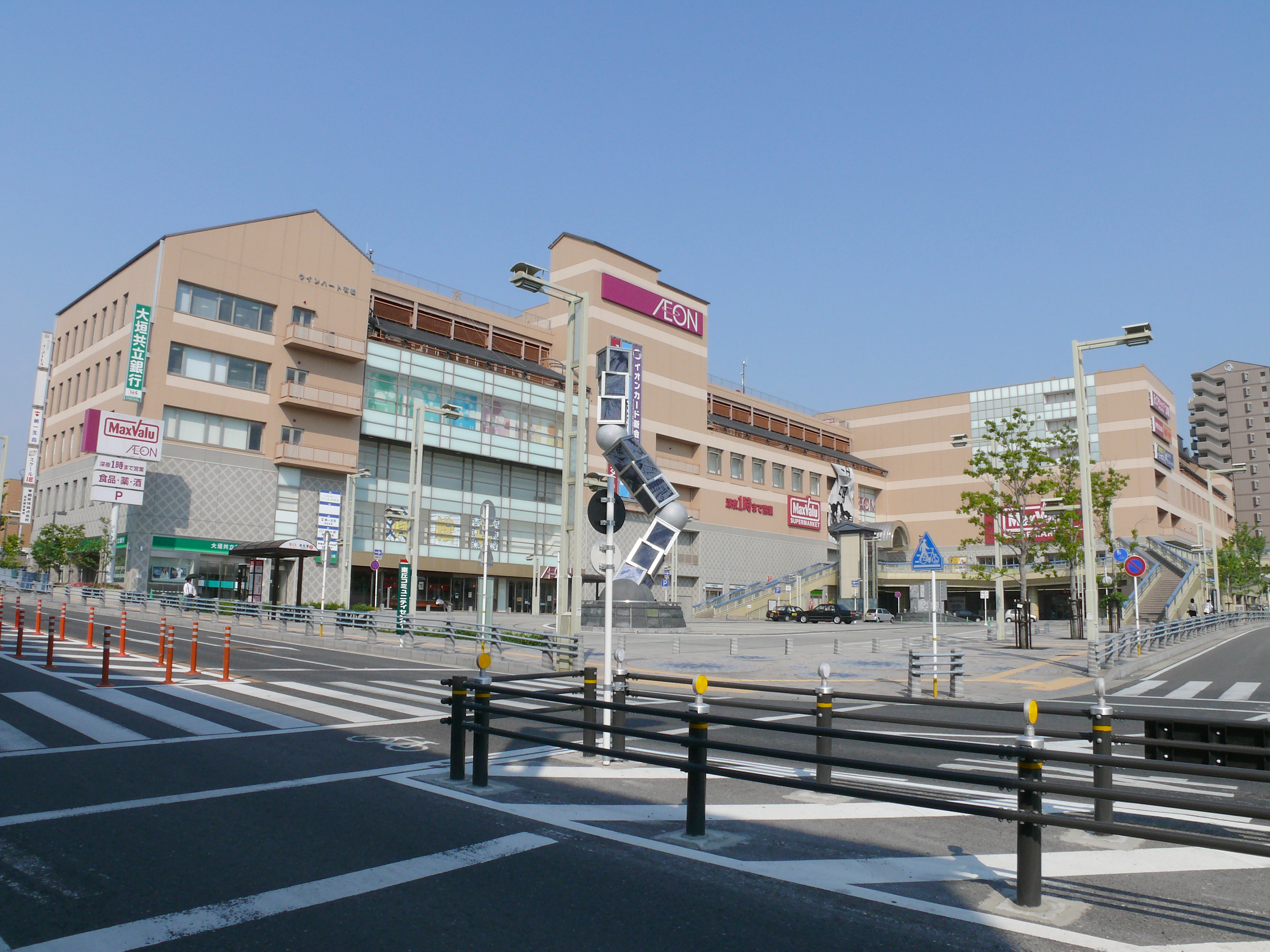
マックスバリュ有松駅前店 ※マックスバリュ中京からの承継店
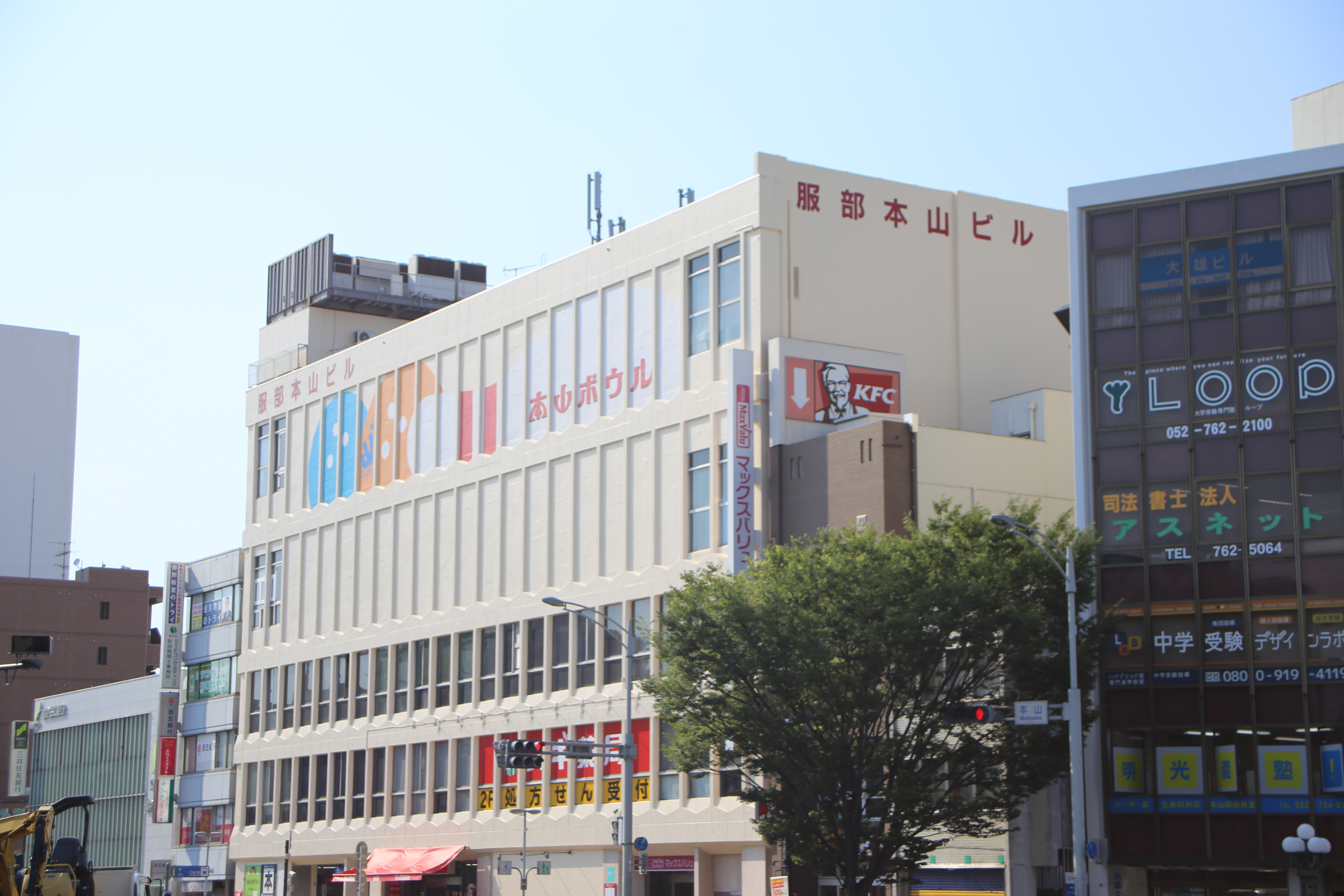
マックスバリュ本山店 ※イオンマーケットからの承継店
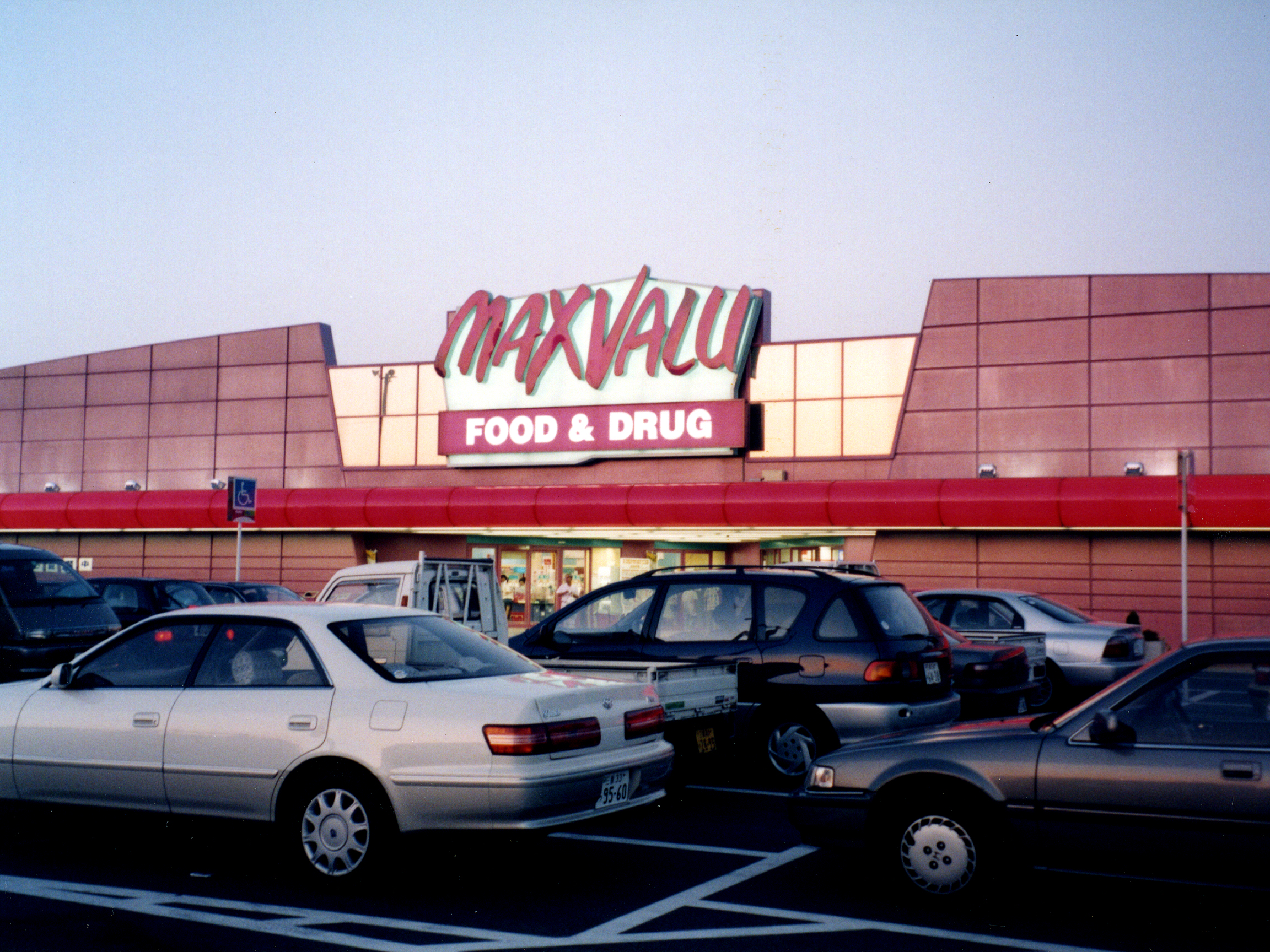
マックスバリュ芸濃店 ※閉店済。旧ロゴ当時。ジャスコ（当時）から譲受した店舗
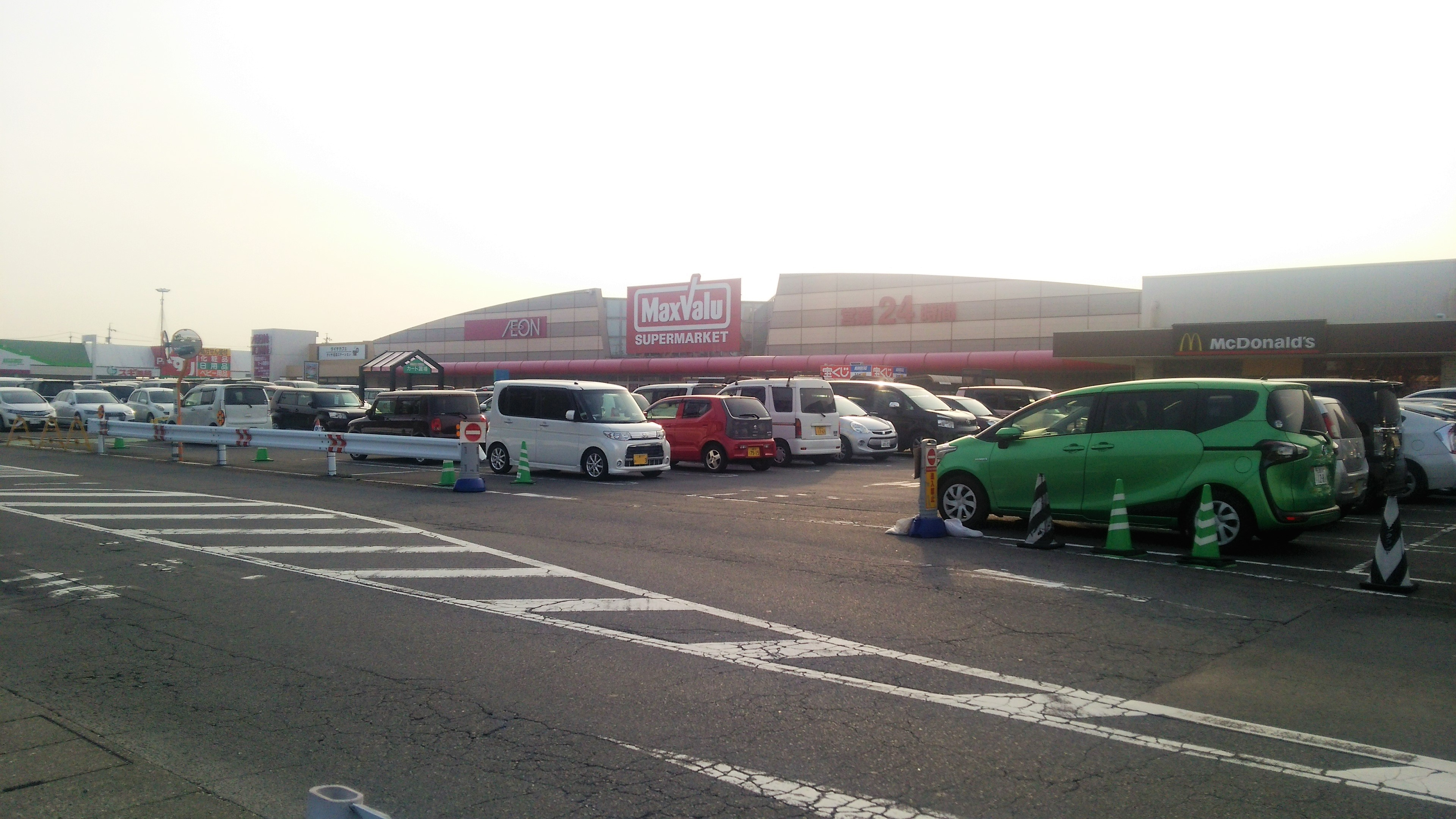
マックスバリュ四日市店 ※閉店済。イオンから譲受した店舗

マックスバリュ エクスプレス
- 「シンプル&フレッシュ よいものを、手軽に」をコンセプトとした都心型小規模店舗に用いる業態。当社はマックスバリュ中京との合併により勝川駅店（愛知県春日井市）の運営を引き継いだことで事業を開始し、2013年11月・2014年4月・同年10月・2016年1月・同年7月に名古屋市内に順次5店舗をオープンしたことで、マックスバリュ東海に合併された時点では6店舗を展開していた。

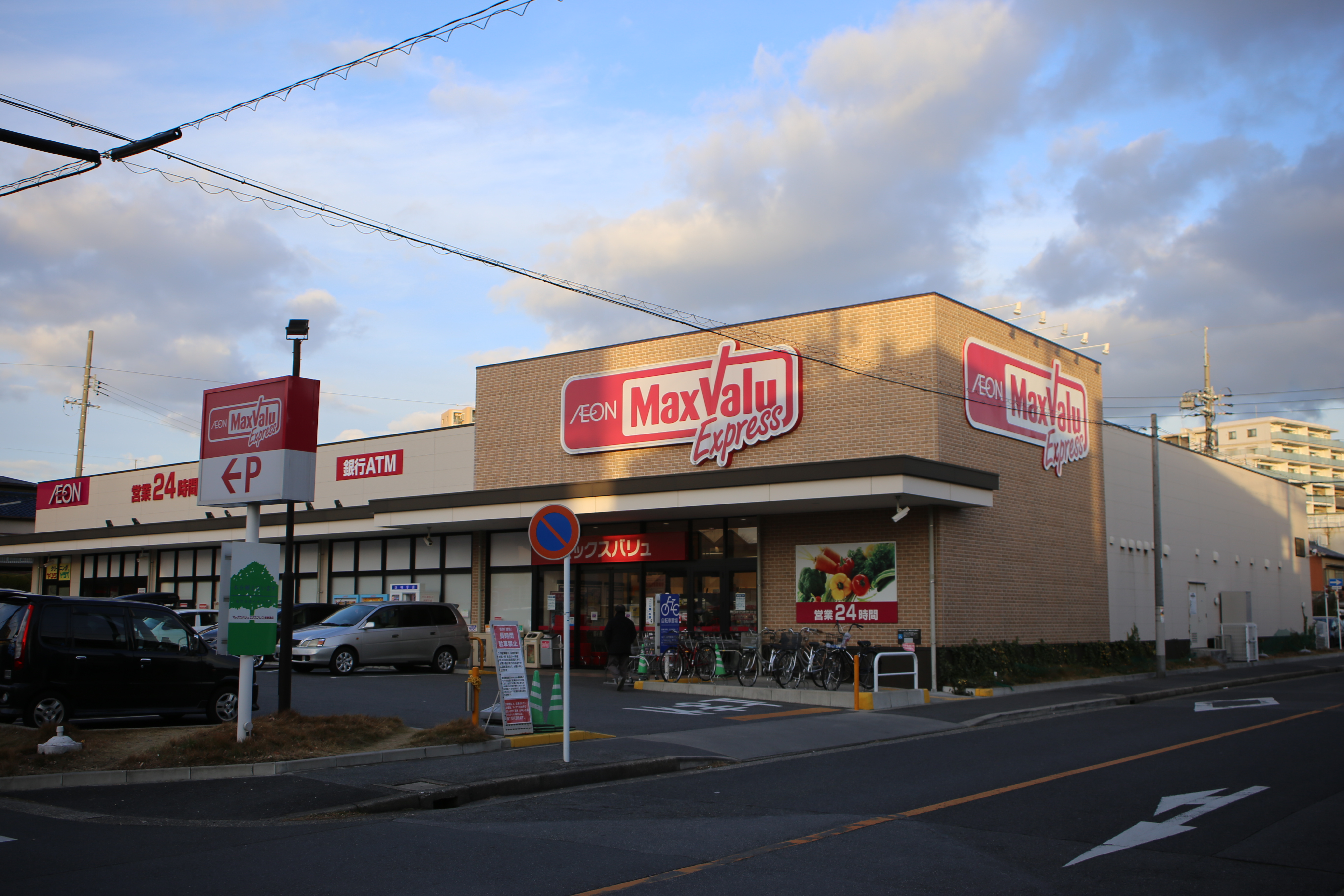
マックスバリュエクスプレス瑞穂通店 ※2020年にマックスバリュに転換

マックスバリュ グランド
- 通常の「マックスバリュ」に比べて品ぞろえを強化した業態で、イオンタウン内に出店している。マックスバリュ東海に合併された時点では、マックスバリュ中京との合併により運営を引き継いだ千種若宮大通店（愛知県名古屋市千種区・イオンタウン千種）と、2013年9月にダイヤモンドシティ・名西ショッピングセンター跡にオープンしたイオンタウン名西内に出店する名西店（愛知県名古屋市西区、元々はマックスバリュ中京が届け出ていた）の2店舗を展開していた。

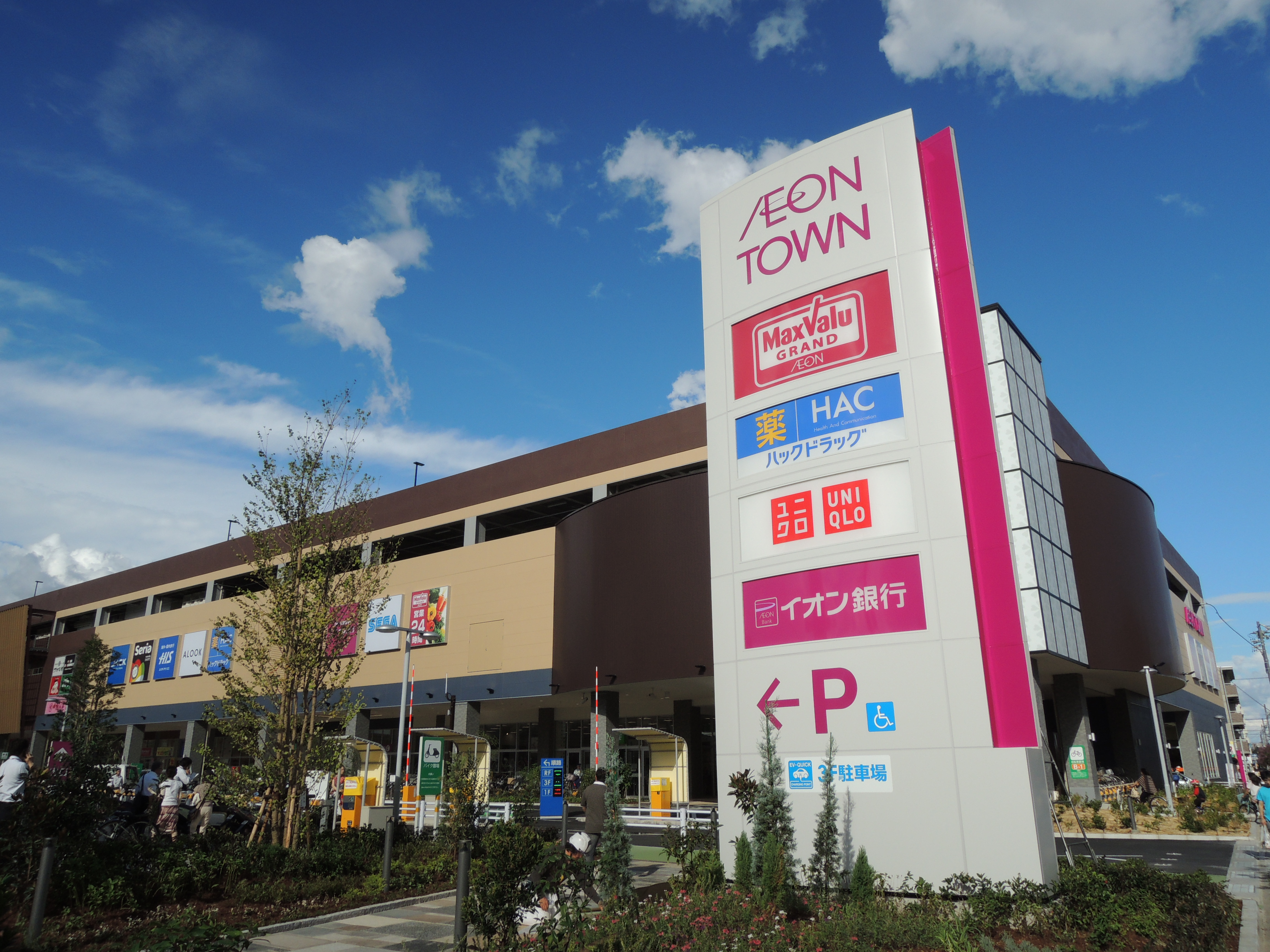
マックスバリュグランド名西店が入居するイオンタウン名西

ミセススマート
- 「マックスバリュ」よりも小規模なコンビニエンススーパーマーケット（CSM）。屋号そのものは2001年2月から1店舗のみで展開されていたが、SSMの進出によって競争力を失ったCSMが閉店に追い込まれている状況や、地域に根ざし、地域の生活を守る社会インフラであるとの認識によって当社でCSM事業を再考し、2002年4月にアコレ・フレックス・中部ウエルマートの合併並び社名変更後も売場面積などで「マックスバリュ」の掲げる条件に満たなかったため従来の屋号のままで継続していた「アコレ」・「フレックス」・「ウエルマート」11店舗を一斉に屋号変更して本格的に事業展開を開始した。買物カゴやレジ袋などは「マックスバリュ」と共通である。
- 三重県のみの展開で、開始当初は12店舗を展開していたが、マックスバリュ東海に合併された時点では粥見店、菰野店の2店舗のみの展開であった。なおこれら2店舗の「ミセススマート」の屋号はマックスバリュ東海への合併後に消滅した（菰野店は建て替え後「マックスバリュ」に改称、粥見店は改装後「マックスバリュエクスプレス」に改称）。

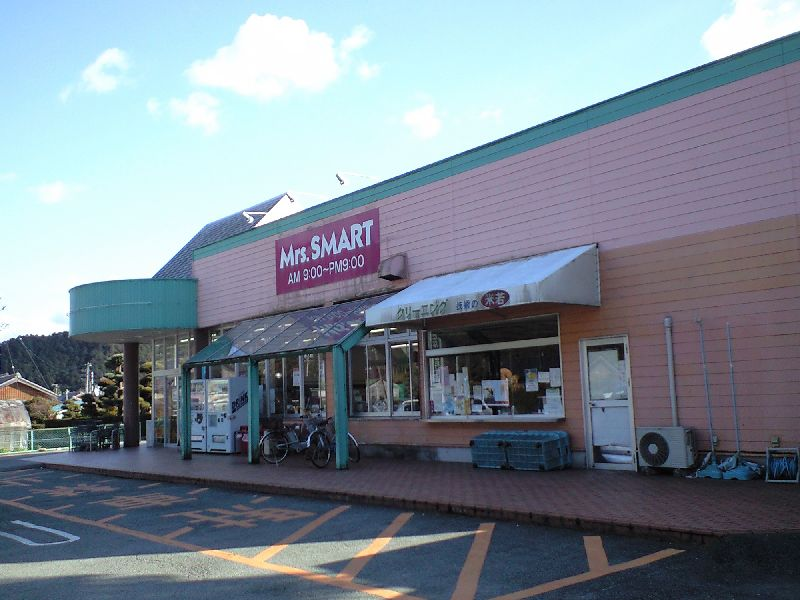
ミセススマート粥見店

### 過去の店舗ブランド
バリューセンター
- 日用品を主に扱うディスカウントストア。「マックスバリュ」「ミセスマート」からの業態転換で誕生し、愛知県内の店舗ははいずれも旧・ナフコはせ川の店舗であった。
- 元々は旧・アコレが展開していたスーパー・スーパーマーケットの店名だったが、2000年10月に全て「マックスバリュ」に店名変更され、一旦消滅していたが、再度店舗ブランドとして復活した。「バリューセンター」の屋号は、元々は店名が「フレックス」や「アコレ」、「ウエルマート」、または、3社合併後の新規出店の店舗のみであり、再度店名が戻った店舗は存在しない。
- クレジットカードによる決済はイオンクレジットサービスが発行しているカードのみ2008年4月1日より使用可能となっている。ただし一般クレジットカードの使用はできない。
- 設立形態等がマックスバリュ他社の手がける「ザ・ビッグ」に類似していた。
- その後、マックスバリュやザ・ビッグ エクスプレスへの転換が行われ、前述の通り2014年7月に藤が丘店（愛知県名古屋市名東区）が閉店したため消滅した。

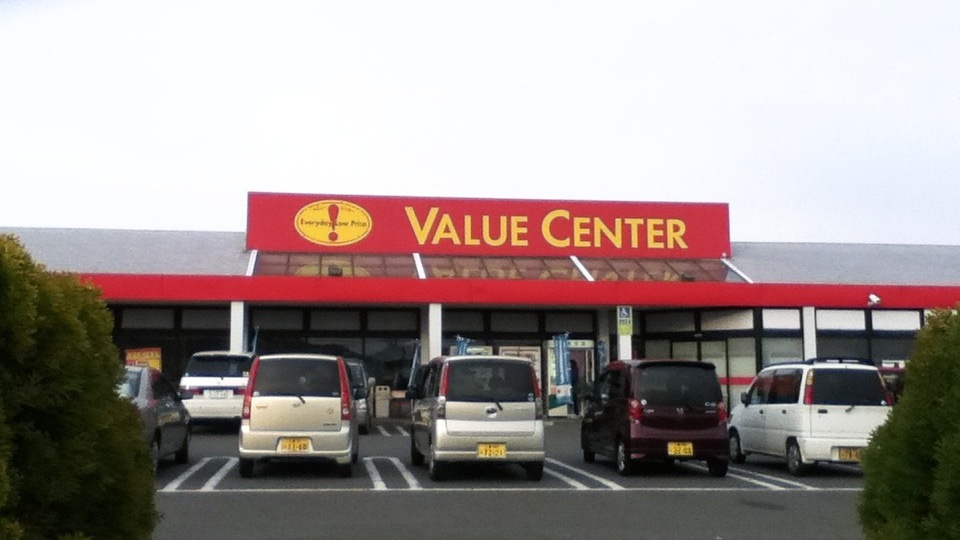
バリューセンター阿倉川店（三重県四日市市） ※現・マックスバリュ

ザ・ビッグ エクスプレス
- 「ザ・ビッグ」はイオングループが国内で展開する、食品を中心とした日用品メインのディスカウントストア。当社では「ザ・ビッグ」の派生業態の1つで、売場面積1000m2クラスの小型店舗業態である「ザ・ビッグ エクスプレス」のみを展開していた。
- 当社は2010年8月に「バリューセンター」から改装した荒子店（愛知県名古屋市中川区）を皮切りに、愛知県・三重県・滋賀県に14店舗（2019年2月時点）を展開していた。愛知県内の店舗はすべて名古屋市内に集中している。新規店は楠店と南陽店のみに留まり花ノ木店、荒子店、五女子店と2019年5月に閉店した向島店は元々はナフコはせ川が「ナフコ」として営業していた店舗であり、当社の子会社となってマックスバリュ名古屋に商号変更した時に「マックスバリュ」に屋号変更し、当社へ吸収合併した後に「バリューセンター」へ業態転換して営業していた経緯がある。（味鋺店も「バリューセンター」こそ経由していないが「ナフコ」から「マックスバリュ」を経ている。)また平針店は元々は「松坂屋ストア」として営業しておりイオングループ入り後「ピーコックストア」に屋号変更し、当社への移管に伴い「マックスバリュ」に屋号変更して営業していた経緯がある。三重県へは2011年3月にマックスバリュユーズ店から業態転換した鈴鹿ユーズ店（三重県鈴鹿市）を開業したことで進出し、2013年8月以降、以前から「ザ・ビッグ エクスプレス」と同業態で営業していた「バリューセンター」2店舗（小俣店・夏見橋店）が改装に合わせて順次屋号変更。さらに、2014年3月には居抜き出店で営業していたバリューセンター松阪高町店が、同年9月にはマックスバリュ神田久志本店が改装により順次業態転換された。滋賀県へは「マックスバリュ」から業態転換した甲南店（滋賀県甲賀市）を開業したことで進出した（滋賀県は既にイオンビッグが運営する「ザ・ビッグ」や「ザ・ビッグ エクストラ」が展開されていたが、「ザ・ビッグ エクスプレス」業態では初進出となった）。
- なお、愛知県・三重県・滋賀県では、当社が運営する店舗のほかに、イオンビッグが運営する「ザ・ビッグ」も所在していた。このうち当社運営店舗は上述の通り全店が「ザ・ビッグ エクスプレス」であったのに対し、イオンビッグが運営する店舗は通常業態の「ザ・ビッグ」（「メガマート」からの改装が多く、近隣に当社もしくは前身のマックスバリュ中京運営の「マックスバリュ」が所在する場合はそれを閉店した場合もあり）や、大型店の派生業態である「ザ・ビッグ エクストラ」（「イオンスーパーセンター」や「メガマート」からの改装が多い）が主で、「ザ・ビッグ エクスプレス」は2016年7月1日に開業した岡崎福岡店（愛知県岡崎市）のみとなっていた。前述したように、2019年6月1日に同年5月30日をもって閉店した向島店を除く13店舗をイオンビッグへ運営移管されたことで、これら3県の「ザ・ビッグ」の運営は派生業態も含めイオンビッグに一本化された。

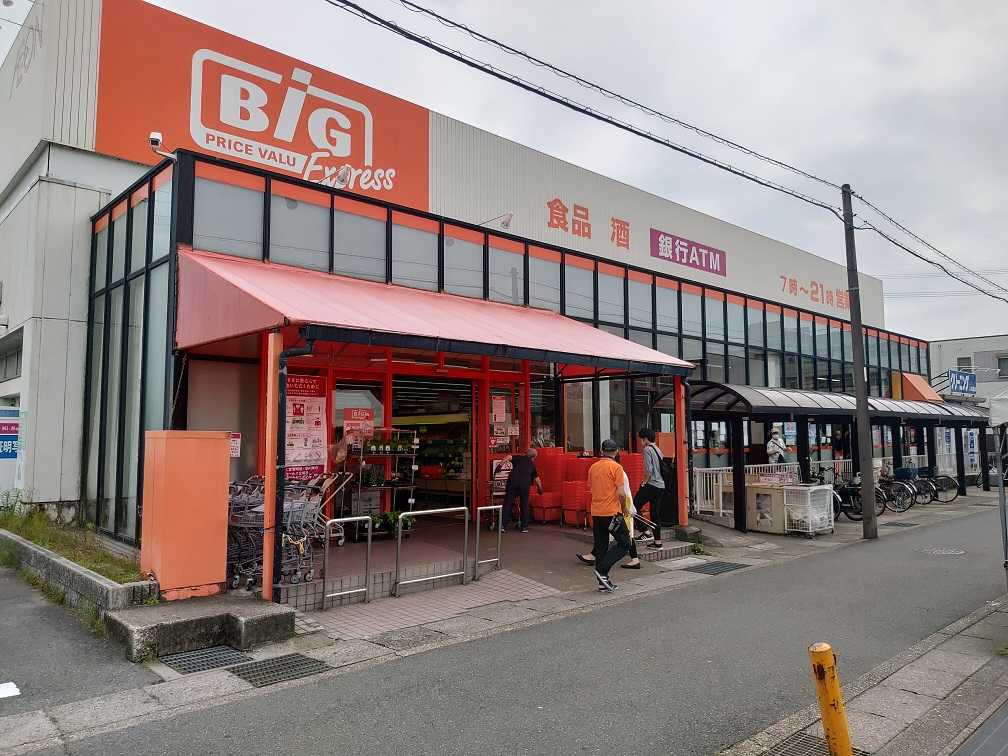
ザ・ビッグエクスプレス花ノ木店
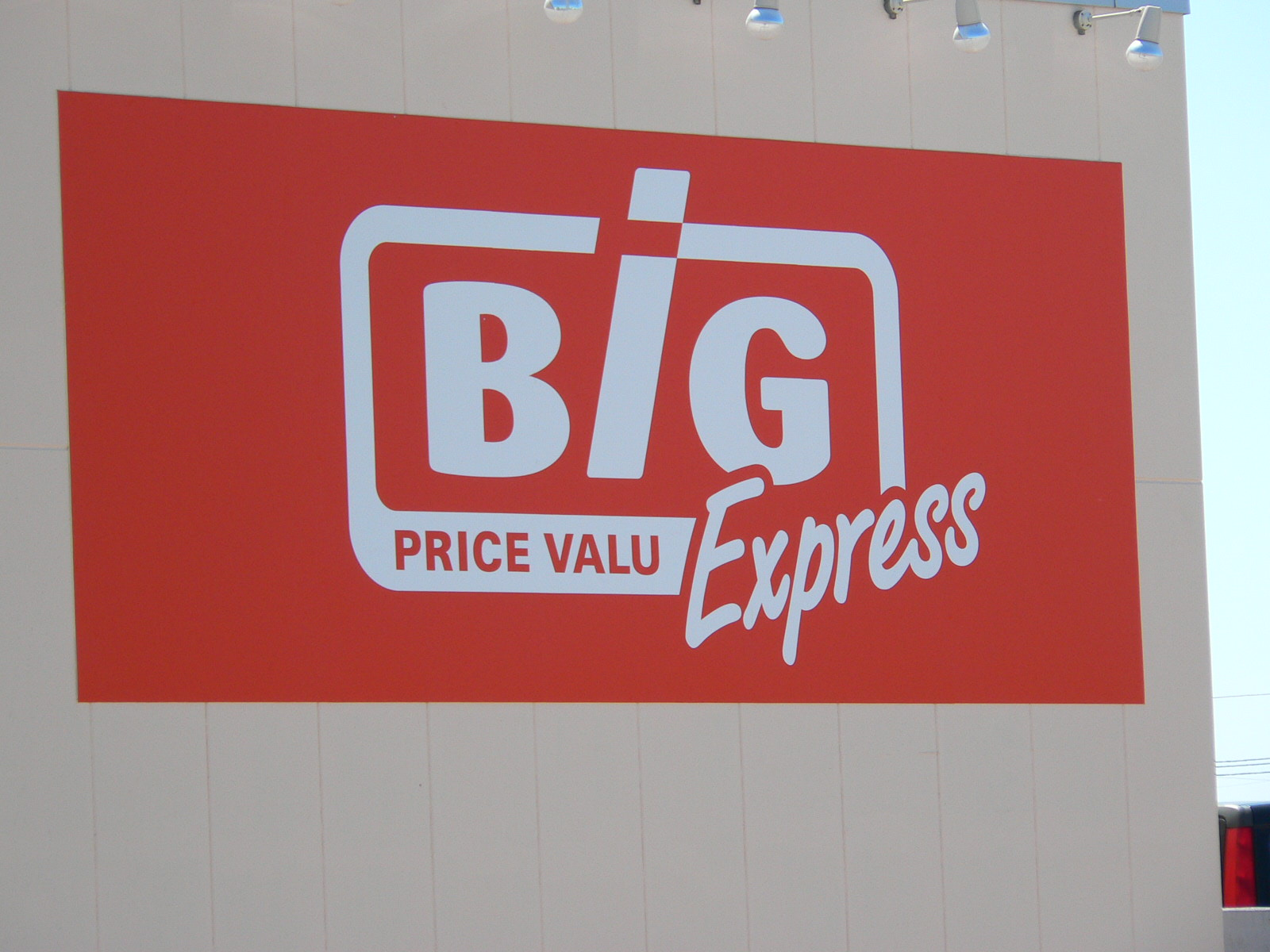
ザ・ビッグエクスプレスの看板（荒子店）

## 関連会社
- 有限会社ナカニシ商事（マックスバリュ中部のかつての大株主）
  - 株式会社フレックスホテル（ナカニシ商事の子会社）
    - フレックスホテル
- デリカ食品
- 永旺美思佰楽（江蘇）商業有限公司（イオンマックスバリュ江蘇、イオンチャイナとの合弁会社）